# Liste der Bodendenkmäler in Wipfeld
Auf dieser Seite sind die Bodendenkmäler in der unterfränkischen Gemeinde Wipfeld zusammengestellt. Diese Tabelle ist eine Teilliste der Liste der Bodendenkmäler in Bayern. Grundlage ist die Bayerische Denkmalliste, die auf Basis des Bayerischen Denkmalschutzgesetzes vom 1. Oktober 1973 erstmals erstellt wurde und seither durch das Bayerische Landesamt für Denkmalpflege geführt wird. Die folgenden Angaben ersetzen nicht die rechtsverbindliche Auskunft der Denkmalschutzbehörde.

## Bodendenkmäler der Gemeinde Wipfeld

### Bodendenkmäler in der Gemarkung Theilheim
| Lage                 | Objekt                          | Akten-Nr.     | Bild |
| -------------------- | ------------------------------- | ------------- | ---- |
| Theilheim (Standort) | Siedlung der Linearbandkeramik. | D-6-6027-0115 |      |

### Bodendenkmäler in der Gemarkung Wipfeld
| Lage               | Objekt | Akten-Nr.     | Bild |
| ------------------ | --- | ------------- | ---- |
| Wipfeld (Standort) | Siedlung der Linearbandkeramik. | D-6-6026-0012 |      |
| Wipfeld (Standort) | Siedlung und rundes Grabenwerk der Linearbandkeramik. | D-6-6026-0095 |      |
| Wipfeld (Standort) | Siedlung der Linearbandkeramik. | D-6-6027-0113 |      |
| Wipfeld (Standort) | Untertägige Teile des spätmittelalterlichen bis frühneuzeitlichen Schlosses Klingenberg sowie Fundamente mittelalterlicher Vorgängerbauten.                                                                                  | D-6-6027-0212 |      |
| Wipfeld (Standort) | Untertägige Teile der frühneuzeitlichen katholischen Pfarrkirche St. Johannes der Täufer in Wipfeld, Fundamente mittelalterlicher und frühneuzeitlicher Vorgängerbauten sowie Körpergräber des Mittelalters und der Neuzeit. | D-6-6027-0213 |      |
| Wipfeld (Standort) | Siedlung der Linearbandkeramik und des Mittelneolithikums. | D-6-6027-0219 |      |
| Wipfeld (Standort) | Siedlung der Linearbandkeramik. | D-6-6027-0220 |      |
| Wipfeld (Standort) | Siedlung der Linearbandkeramik und der Metallzeiten. | D-6-6027-0221 |      |